# 호마 (전설의 새)

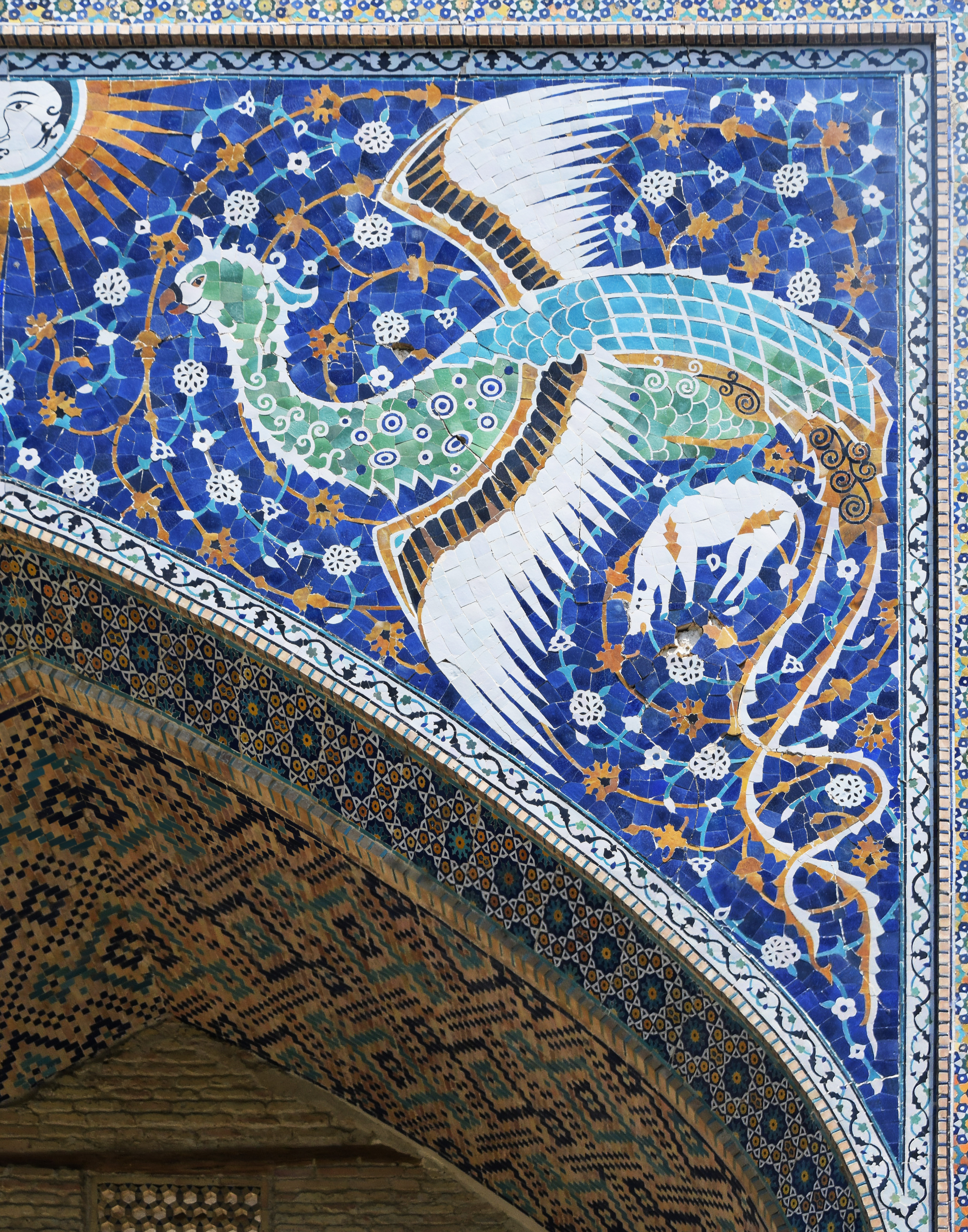
우즈베키스탄 부하라의 나디르 디반-베기 마드라사 정문에 있는 신화 속의 호마새 모자이크

호마(페르시아어: هما, 발음: Homā, 아베스타어: Homāio)는 이란의 전설과 우화에 등장하는 신화 속의 새이며, 수피교와 디완 시에서 공통 모티브로 계속해서 등장한다. 이 생물에 대한 많은 전설이 있지만, 모두 공통적으로 새는 땅에 내려오지 않고, 대신 땅 위로 눈에 보이지 않게 높이 날아다니며 평생을 산다고 한다.

## 신화와 전설
호마 새는 결코 쉬지 않고 평생 동안 땅 위를 눈에 보이지 않게 높이 날며 땅에 내리지 않는다고 한다(일부 전설에서는 다리가 없다고 한다).
호마 신화의 여러 변형에서 이 새는 불사조와 비슷하다고 하며, 몇 백 년마다 불에 몸을 태우고 재 속에서 다시 살아난다고 한다. 호마 새는 한 몸에 남성과 여성의 성품을 모두 가지고 있으며(중국의 봉황을 연상시킨다), 각각의 성품은 날개와 다리가 하나씩 있다고 한다. 호마는 동정심이 많고 그 그림자(또는 접촉)가 상서롭다고 알려져 '행운의 새'로 여겨진다.
수피교 전통에서 호마를 잡는 것은 상상조차 할 수 없는 일이지만, 그 모습을 잠깐이라도 포착하거나 심지어 그 그림자라도 포착하면 남은 생애 동안 행복하게 될 것이 확실하다. 또한 호마는 산 채로 잡힐 수 없으며, 호마를 죽이는 사람은 40일 안에 죽는다고 믿어진다.
오스만 시에서 그 생물은 종종 '낙원의 새'라고 불린다. 극락조 종에 대한 초기 유럽의 설명에서는 새가 날개나 다리가 없는 것으로 묘사했으며 새는 평생 동안 공중에 떠 있는 것으로 가정했다.
페르시아 문학에서 수피교 작품의 탁월한 예인 파리두딘 아타르의 우화적 걸작인 아타르의 새 회의(The Conference of the Birds)에서 호마 새는 여행을 거부하는 학생으로 묘사된다. 그것은 날아 갔다. 이란 문헌에서 호마 새의 왕권 수여 기능은 이슬람 이전 군주와 동일시되며 아랍인을 비유하는 까마귀와 대조된다. 이 전설은 수피교가 아닌 예술에도 등장한다.
호마 새의 왕권 수여 기능은 무굴 시대의 인도 이야기에서 다시 등장하는데, 사람의 머리나 어깨에 있는 호마 새의 그림자(또는 하차)가 왕권을 부여(또는 예언)한다고 전해진다. 따라서 왕들의 터번을 장식하는 깃털은 호마 새의 깃털이라고 전해진다.
수피교 스승 이나야트 칸(Inayat Khan)은 왕권 수여 전설에 영적인 차원을 부여한다. "이 말의 진정한 의미는 사람의 생각이 진화하여 모든 한계를 깨뜨릴 때 왕이 된다는 것이다. 언어의 한계는 말로만 설명할 수 있다는 것이다. 지극히 높으신 분이 왕과 같다."
호마 새는 터키 민속문학에서 도달할 수 없는 전하를 상징한다. 이 생물에 대한 일부 언급은 신디 문학에도 나타나며, 디완 전통에서와 마찬가지로 이 생물은 큰 행운을 가져다 주는 것으로 묘사된다. 구루 고빈드 싱의 자파르나마에서 무굴 제국의 황제 아우랑제브에게 보낸 편지는 호마 새를 "강력하고 상서로운 새"라고 언급한다.

## 같이 보기
- 그리핀
- 봉황
- 시무르그
- 투룰